# James Hay, 1:e earl av Carlisle
James Hay, 1:e earl av Carlisle, född omkring 1580 och död 1636, var en skotsk adelsman, far till James Hay, 2:e earl av Carlisle.
Earlen av Carlisle användes flitigt av Jakob I av England i diplomatiska uppdrag och intresserade sig för koloniala företag i Västindien och Nya England.